# Műugrás a 2012-es úszó-Európa-bajnokságon
2012. május 15. és május 20. között került megrendezésre Hollandiában, a Pieter van den Hoogenband uszodában a műugró-Európa-bajnokság.
Magyar viszonylatban Barta Nóra a női 3 méter döntőjében a tizedik helyen végzett, míg a verseny másik magyar résztvevője, Gondos Flóra a selejtezőben a 18. helyen zárt, ugyanakkor Kelemen Tamás a férfi 3 méterén a 26. helyet szerezte meg. A szinkrontoronyugrás döntőjében, a Kormos Villő, Reisinger Zsófia duó az utolsó, hatodik helyen fejezte be az Eb-t. A női toronyugrók selejtezőjét Kormos Villő a 16., Reisinger Zsófia pedig a 18. helyen zárta, és így egyikük sem jutott döntőbe. A férfi egyméteres műugrásban Kelemen Tamás a 23., Bóta Botond pedig a 24. helyen végzett, míg a nők 1 méteres műugrásának selejtezőben Barta Nóra a 14. helyen végzett, aki így a döntőben már nem szerepelhetett.

## A versenyszámok időrendje
A eb eseményei helyi idő szerint:
| - május 15., péntek - csapat döntő - május 16., szombat - férfi 1 m-es műugrás, selejtező - férfi 1 m-es műugrás, döntő - női toronyugrás, selejtező - női toronyugrás, döntő - május 17., vasárnap - férfi 3 m-es műugrás, selejtező - férfi 3 m-es műugrás, döntő - női szinkrontoronyugrás, selejtező - női szinkrontoronyugrás, döntő - május 18., hétfő - férfi 3 m-es szinkronugrás, selejtező - férfi 3 m-es szinkronugrás, döntő - női 1 m-es műugrás, selejtező - női 1 m-es műugrás, döntő | - május 19., kedd - férfi szinkrontoronyugrás, selejtező - férfi szinkrontoronyugrás, döntő - női 3 m-es műugrás, selejtező - női 3 m-es műugrás, döntő - május 20., szerda - férfi toronyugrás, selejtező - férfi toronyugrás, döntő - női 3 m-es szinkronugrás, selejtező - női 3 m-es szinkronugrás, döntő |

## A versenyen részt vevő országok
Az Európa-bajnokságon 18 nemzet 112 versenyzője vett részt, köztük hat magyar sportoló, úgymint Barta Nóra (BVSC), Gondos Flóra (LRSE), Kormos Villő (LRSE), Reisinger Zsófia (LRSE), Kelemen Tamás (BVSC) és Bóta Botond (HPVK SE).
| Részt vevő nemzetek férfi / nő megbontásban | Részt vevő nemzetek férfi / nő megbontásban | Részt vevő nemzetek férfi / nő megbontásban | Részt vevő nemzetek férfi / nő megbontásban | Részt vevő nemzetek férfi / nő megbontásban | Részt vevő nemzetek férfi / nő megbontásban | Részt vevő nemzetek férfi / nő megbontásban | Részt vevő nemzetek férfi / nő megbontásban | Részt vevő nemzetek férfi / nő megbontásban |
| ------------------------------------------- | ------------------------------------------- | ------------------------------------------- | ------------------------------------------- | ------------------------------------------- | ------------------------------------------- | ------------------------------------------- | ------------------------------------------- | ------------------------------------------- |
| nemzet                                      | F                                           | N                                           | nemzet                                      | F                                           | N                                           | nemzet                                      | F                                           | N                                           |
| Ausztria                                    | 2                                           | 1                                           | Hollandia                                   | 3                                           | 4                                           | Oroszország                                 | 6                                           | 7                                           |
| Egyesült Királyság                          | 5                                           | 8                                           | Lengyelország                               | 2                                           | 2                                           | Románia                                     | –                                           | 2                                           |
| Fehéroroszország                            | 4                                           | 2                                           | Magyarország                                | 2                                           | 4                                           | Spanyolország                               | 1                                           | 1                                           |
| Finnország                                  | 2                                           | 2                                           | Németország                                 | 6                                           | 5                                           | Svájc                                       | 1                                           | –                                           |
| Franciaország                               | 2                                           | 3                                           | Norvégia                                    | 4                                           | –                                           | Svédország                                  | 2                                           | 4                                           |
| Görögország                                 | 2                                           | 2                                           | Olaszország                                 | 8                                           | 4                                           | Ukrajna                                     | 5                                           | 4                                           |

F = férfi, N = nő

## Eredmények

### Éremtáblázat
| #        | nemzet             | arany | ezüst | bronz | összesen |
| 1        | Ukrajna            | 2     | 3     | 3     | 8        |
| 2        | Franciaország      | 2     | 0     | 1     | 3        |
| 3        | Egyesült Királyság | 2     | 0     | 0     | 2        |
| 3        | Svédország         | 2     | 0     | 0     | 2        |
| 5        | Oroszország        | 1     | 3     | 4     | 8        |
| 6        | Németország        | 1     | 3     | 3     | 7        |
| 7        | Olaszország        | 1     | 2     | 0     | 3        |
| összesen | összesen           | 11    | 11    | 11    | 33       |

### Éremszerzők
| versenyszám   | arany                              | ezüst                                  | bronz                                      |
| csapatverseny |                                    |                                        |                                            |
| csapat        | Audrey Labeau / Matthieu Rosset    | Olena Fedorova / Oleksandr Bondar      | Nagyezsda Bazsina / Artyom Cseszakov       |
| férfiak       |                                    |                                        |                                            |
| 1 m           | Illja Kvasa                        | Jevgenyij Kuznyecov                    | Matthieu Rosset                            |
| 3 m           | Matthieu Rosset                    | Patrick Hausding                       | Ilja Zaharov                               |
| 3 m szinkron  | Jevgenyij Kuznyecov / Ilja Zaharov | Patrick Hausding / Stephan Feck        | Illja Kvasa / Olekszij Prihorov            |
| 10 m          | Tom Daley                          | Viktor Minyibajev                      | Gleb Galperin                              |
| 10 m szinkron | Sascha Klein / Patrick Hausding    | Ilja Zaharov / Viktor Minyibajev       | Olekszandr Bondar / Olekszandr Horskovozov |
| nők           |                                    |                                        |                                            |
| 1 m           | Anna Lindberg                      | Tania Cagnotto                         | Nagyezsda Bazsina                          |
| 3 m           | Anna Lindberg                      | Uschi Freitag                          | Olena Fedorovna                            |
| 3 m szinkron  | Tania Cagnotto / Francesca Dallapé | Olena Fedorova / Hanna Piszmenszka     | Katja Dieckow / Uschi Freitag              |
| 10 m          | Julia Prokopcsuk                   | Bátki Noémi                            | Maria Kurjo                                |
| 10 m szinkron | Tonia Couch / Sarah Barrow         | Viktorija Potyehina / Julia Prokopcsuk | Nora Subschinski / Christin Steuer         |

## Versenyszámok

### Csapatverseny
| # | Ország        | Név                                  | Döntő   | Döntő  |
| # | Ország        | Név                                  | Rangsor | Pontok |
| - | ------------- | ------------------------------------ | ------- | ------ |
|   | Franciaország | Audrey Labeau / Matthieu Rosset      | 1       | 416,50 |
|   | Ukrajna       | Olena Fedorova / Olekszandr Bondar   | 2       | 387,85 |
|   | Oroszország   | Nagyezsda Bazsina / Artyom Cseszakov | 3       | 384,30 |

### Férfiak

#### 1 méteres műugrás
| # | Ország        | Név                 | Selejtező | Selejtező | Döntő   | Döntő  |
| # | Ország        | Név                 | Rangsor   | Pontok    | Rangsor | Pontok |
| - | ------------- | ------------------- | --------- | --------- | ------- | ------ |
|   | Ukrajna       | Illja Kvasa         | 1         | 408,05    | 1       | 430,50 |
|   | Oroszország   | Jevgenyij Kuznyecov | 5         | 378,10    | 2       | 412,65 |
|   | Franciaország | Matthieu Rosset     | 2         | 391,05    | 3       | 403,95 |

#### 3 méteres műugrás
| # | Ország        | Név              | Selejtező | Selejtező | Döntő   | Döntő  |
| # | Ország        | Név              | Rangsor   | Pontok    | Rangsor | Pontok |
| - | ------------- | ---------------- | --------- | --------- | ------- | ------ |
|   | Franciaország | Matthieu Rosset  | 3         | 457,65    | 1       | 504,00 |
|   | Németország   | Patrick Hausding | 2         | 465,60    | 2       | 502,75 |
|   | Oroszország   | Ilja Zaharov     | 6         | 404,65    | 3       | 493,80 |

#### 3 méteres szinkronugrás
| # | Ország      | Név                                | Selejtező | Selejtező | Döntő   | Döntő  |
| # | Ország      | Név                                | Rangsor   | Pontok    | Rangsor | Pontok |
| - | ----------- | ---------------------------------- | --------- | --------- | ------- | ------ |
|   | Oroszország | Jevgenyij Kuznyecov / Ilja Zaharov | 1         | 441,30    | 1       | 445,92 |
|   | Németország | Patrick Hausding / Stephan Feck    | 3         | 411,63    | 2       | 433,68 |
|   | Ukrajna     | Illja Kvasa / Olekszij Prihorov    | 2         | 429,60    | 3       | 432,48 |

#### 10 méteres toronyugrás
| # | Ország             | Név               | Selejtező | Selejtező | Döntő   | Döntő  |
| # | Ország             | Név               | Rangsor   | Pontok    | Rangsor | Pontok |
| - | ------------------ | ----------------- | --------- | --------- | ------- | ------ |
|   | Egyesült Királyság | Tom Daley         | 1         | 531,85    | 1       | 565,05 |
|   | Oroszország        | Viktor Minyibajev | 2         | 479,90    | 2       | 515,40 |
|   | Oroszország        | Gleb Galperin     | 7         | 396,75    | 3       | 511,55 |

#### 10 méteres szinkronugrás
| # | Ország      | Név                                        | Selejtező | Selejtező | Döntő   | Döntő  |
| # | Ország      | Név                                        | Rangsor   | Pontok    | Rangsor | Pontok |
| - | ----------- | ------------------------------------------ | --------- | --------- | ------- | ------ |
|   | Németország | Sascha Klein / Patrick Hausding            | 2         | 435,21    | 1       | 463,08 |
|   | Oroszország | Ilja Zaharov / Viktor Minyibajev           | 1         | 437,01    | 2       | 458,07 |
|   | Ukrajna     | Olekszandr Bondar / Olekszandr Horskovozov | 3         | 419,07    | 3       | 437,79 |

### Nők

#### 1 méteres műugrás
| # | Ország      | Név               | Selejtező | Selejtező | Döntő   | Döntő  |
| # | Ország      | Név               | Rangsor   | Pontok    | Rangsor | Pontok |
| - | ----------- | ----------------- | --------- | --------- | ------- | ------ |
|   | Svédország  | Anna Lindberg     | 1         | 294,15    | 1       | 301,35 |
|   | Olaszország | Tania Cagnotto    | 2         | 284,45    | 2       | 281,30 |
|   | Oroszország | Nagyezsda Bazsina | 3         | 264,70    | 3       | 275,15 |

#### 3 méteres műugrás
| # | Ország      | Név             | Selejtező | Selejtező | Döntő   | Döntő  |
| # | Ország      | Név             | Rangsor   | Pontok    | Rangsor | Pontok |
| - | ----------- | --------------- | --------- | --------- | ------- | ------ |
|   | Svédország  | Anna Lindberg   | 2         | 312,60    | 1       | 342,75 |
|   | Németország | Uschi Freitag   | 4         | 294,45    | 2       | 321,40 |
|   | Ukrajna     | Olena Fedorovna | 8         | 277,80    | 3       | 315,00 |

#### 3 méteres szinkronugrás
| # | Ország      | Név                                | Selejtező | Selejtező | Döntő   | Döntő  |
| # | Ország      | Név                                | Rangsor   | Pontok    | Rangsor | Pontok |
| - | ----------- | ---------------------------------- | --------- | --------- | ------- | ------ |
|   | Olaszország | Tania Cagnotto / Francesca Dallapé | 3         | 299,40    | 1       | 325,50 |
|   | Ukrajna     | Olena Fedorova / Hanna Piszmenszka | 5         | 290,70    | 2       | 302,10 |
|   | Németország | Katja Dieckow / Uschi Freitag      | 1         | 302,70    | 3       | 296,70 |

#### 10 méteres toronyugrás
| # | Ország      | Név              | Selejtező | Selejtező | Döntő   | Döntő  |
| # | Ország      | Név              | Rangsor   | Pontok    | Rangsor | Pontok |
| - | ----------- | ---------------- | --------- | --------- | ------- | ------ |
|   | Ukrajna     | Julia Prokopcsuk | 1         | 355,15    | 1       | 321,55 |
|   | Olaszország | Bátki Noémi      | 3         | 322,35    | 2       | 315,60 |
|   | Németország | Maria Kurjo      | 5         | 303,30    | 3       | 312,65 |

#### 10 méteres szinkronugrás
| # | Ország             | Név                                    | Selejtező | Selejtező | Döntő   | Döntő  |
| # | Ország             | Név                                    | Rangsor   | Pontok    | Rangsor | Pontok |
| - | ------------------ | -------------------------------------- | --------- | --------- | ------- | ------ |
|   | Egyesült Királyság | Tonia Couch / Sarah Barrow             | 1         | 310,20    | 1       | 319,56 |
|   | Ukrajna            | Viktorija Potyehina / Julia Prokopcsuk | 3         | 280,98    | 2       | 310,68 |
|   | Németország        | Nora Subschinski / Christin Steuer     | 2         | 293,34    | 3       | 303,93 |